# Franz Blei
Franz Blei (n. 18 ianuarie 1871, Viena, Austro-Ungaria – d. 10 iulie 1942, Westbury⁠(d), Hempstead⁠(d), New York, SUA) a fost un scriitor, traducător și critic literar austriac. S-a remarcat, de asemenea, în calitate de bibliofil, redactor-șef și editor de reviste, precum și un membru important al intelectualității evreiești din Austria. A fost prieten și colaborator al lui Franz Kafka.

## Biografie
Era fiul unui fabricant de încălțăminte evreu austriac și a învățat inițial la școala Abației Melk. A urmat studii la Viena, Zurich, Geneva și Berna, unde a obținut tilul de doctor în economie în 1895 cu o teză despre Ferdinando Galiani. În anul 1900 a devenit redactorul ziarului Die Insel. A fost unul dintre prietenii lui Alfred Adler.
În prima parte a carierei sale s-a remarcat ca un prolific editor al unor reviste cu tiraj redus. Din decembrie 1905 până în noiembrie 1906 a fost redactorul revistei Der Amethyst (publicată de editura Hans von Weber) și apoi al revistei Die Opale, care erau disponibile doar prin abonament și erau ușor pornografice. În aceste reviste au apărut lucrările artistice ale lui Aubrey Beardsley și Felicien Rops, poeziile simboliste ale lui Jules Laforgue, proza erotică tradusă a lui Paul Verlaine și poezii și piese de teatru erotice clasice din întreaga lume. Fiecare număr a avut un tiraj de numai 800 de exemplare numerotate, iar tânărul Kafka a avut un abonament. Die Opals a fost prima care a publicat fragmente din Bebuquin de Carl Einstein, primul roman expresionist german. Aceste publicații literare cu tiraj mic, cunoscute timp de mai multe decenii mai ales de cercetătorii operei lui Kafka pentru multe decenii, au devenit sursele de inspirație ale unei povești de presă apărute în 2008 în ziarul The Times din Londra, atunci când un romancier a promovat o carte nouă, pretinzând că a descoperit „secretul pornografiei secrete” a lui Kafka printre documentele sale arhivate.
Din 1908 până în 1909 Blei a coeditat, împreună cu Carl Sternheim, revista bilunară cu apariție meteorică Hyperion, unde au fost publicate primele scrieri ale tânărului Franz Kafka. În primul număr al revistei a fost publicat un scurt fragment din povestirea kafkiană „Beschreibung eines Kampfes”. Alte două capitole ale povestirii au fost publicate în ultimul număr al revistei Hyperion din primăvara anului 1909. Fragmente din alte șapte scrieri ale lui Kafka au fost publicate, de asemenea, în revistă. Acolo au apărut, de asemenea, fragmente din operele literare ale lui Carl Einstein, Robert Walser și Robert Musil.
Franz Blei a dobândit celebritate ca eseist, dar și ca autor de texte erotice și de eseuri despre pornografie, folosind numeroase pseudonime: Medardus, Dr. Peregrinus Steinhövel, Amadée de la Houlette, Franciscus Amadeus, Gussie Mc-Bill, Prokop Templin, Heliogabal, Nikodemus Schuster, L.O.G., Hans Adolar etc. Lucrarea sa cea mai cunoscută este Das große Bestiarium der deutschen Literatur, unde îi descrie ironic pe cei mai importanți autori, în ordine alfabetică, ca animale exotice. Unele dintre piesele sale de teatru sau traducerile pieselor de teatru au fost puse pe muzică, precum Nuschi Nuschi de Paul Hindemith sau Der König Kandaules de Alexander von Zemlinsky după piesa Le Roi Candaule a lui André Gide. 
A tradus, de asemenea, în limba germană operele literare ale lui Walt Whitman, Molière, Charles Baudelaire, Paul Claudel, Pierre Choderlos de Laclos, Marcel Schwob, André Gide, Nathaniel Hawthorne, Oscar Wilde și Edgar Allan Poe și a publicat, de asemenea, o monografie proprie despre picturile artistului simbolist Felicien Rops. În anii 1920 a fost un important contribuitor al publicației Der Querschnitt. În volumul Conversații cu Kafka (Gespräche mit Kafka) publicat de Gustav Janouch, Kafka l-a descris astfel: „Franz Blei este mult mai inteligent și mai mare decât ceea ce scrie.” 
Blei a locuit pe rând la München, Berlin și Viena înainte de a emigra în insula Mallorca din motive financiare și politice. Când a izbucnit Războiul Civil Spaniol, el a început o lungă odisee, oprindu-se pentru anumite perioade la Viena, Florența, Lucca, Cagnes-sur-Mer, Marsilia și Lisabona, iar în 1941 a ajuns în cele din urmă la New York.
A fost căsătorit cu medicul dentist Maria Franziska Lehmann, cu care a avut doi copii: Maria Eva Sibylla și Peter Maria.

## Scrieri (selecție)
- Die Puderquaste. Ein Damen-Brevier. Aus den Papieren des Prinzen Hippolyt. Verlag Hans von Weber, München, 1908
- Vermischte Schriften. 6 vol. München, Georg Müller-Verlag, 1911
- Der Knabe Ganymed. Moralische Erzählungen, 1923
- Das große Bestiarium der Literatur, 1923
- Frauen und Abenteurer, 1927
- Glanz und Elend berühmter Frauen, 1927
- Himmlische und irdische Liebe in Frauenschicksalen, 1928
- Ungewöhnliche Menschen und Schicksale, 1929
- Erzählung eines Lebens, 1930 (autobiografie; reeditare de Paul Zsolnay, Viena, 2004, ISBN: 3-552-05310-7)
- Männer und Masken, 1930
- Die göttliche Garbo – mit einem Nachwort von Greta Garbo, 1930
- Die Lust der Kreatur, 1931
- Talleyrand oder der Zynismus, 1932
- Zeitgenössische Bildnisse, 1940
- Franz Blei: Briefe an Carl Schmitt 1917-1933. În colaborare cu Wilhelm Kühlmann și explicații scrise de Angela Reinthal. Manutius Verlag, Heidelberg, 1995, ISBN: 3-925678-53-0.
- Franz Blei – André Gide. Briefwechsel (1904-1933), 1997

## Legături externe
- de Franz Blei în Catalogul Bibliotecii Naționale a Germaniei (Informații despre Franz Blei • PICA • Căutare pe site-ul Apper)
- Lucrări de Franz Blei la Proiectul Gutenberg
- Lucrări de Franz Blei la LibriVox (cărți audio aflate în domeniul public)
- Opere de sau despre Franz Blei la Internet Archive